# Connezac
Connezac é uma comuna francesa na região administrativa da Nova Aquitânia, no departamento Dordonha. Estende-se por uma área de 5,6 km². Em 2010 a comuna tinha 73 habitantes (densidade: 13 hab./km²).